# بيت نمير (سنحان)

تعديل مصدري - تعديل

بيت نمير هي إحدى قرى عزلة وادي الأجبار بمديرية سنحان وبني بهلول التابعة لمحافظة صنعاء، بلغ تعداد سكانها 1116 نسمة حسب تعداد اليمن لعام 2004.